# Pomnik Najświętszego Zbawiciela w Poznaniu
Pomnik Najświętszego Zbawiciela w Poznaniu (także: Pomnik Chrystusa Króla) – pomnik zlokalizowany w Poznaniu, przy ul. A. Fredry, na terenie skweru-ogrodu przed neogotycką plebanią kościoła Najświętszego Zbawiciela (Dzielnica Cesarska).

## Charakterystyka
Pierwotnie (październik 1999) pomnik stanowić miał monumentalne założenie, na wysokim cokole. Jednak, z uwagi na protesty środowisk architektonicznych i urbanistycznych, z planów tych wycofano się. Cokół obniżono, rzeźby jednak nie zmieniono i optycznie rozsadza ona stosunkowo mały skwerek, na którym stoi. Autorem koncepcji całości jest Zygmunt Roszak, a rzeźbę stworzył Eugeniusz Olechowski. Figura Jezusa jest realistyczna, z ręką uniesioną do góry w geście błogosławieństwa, z kulą w drugiej dłoni. Na cokole napis ku czci Chrystusa w 2000-lecie narodzin i 50-lecie parafii.